# Станіслав Скарбек

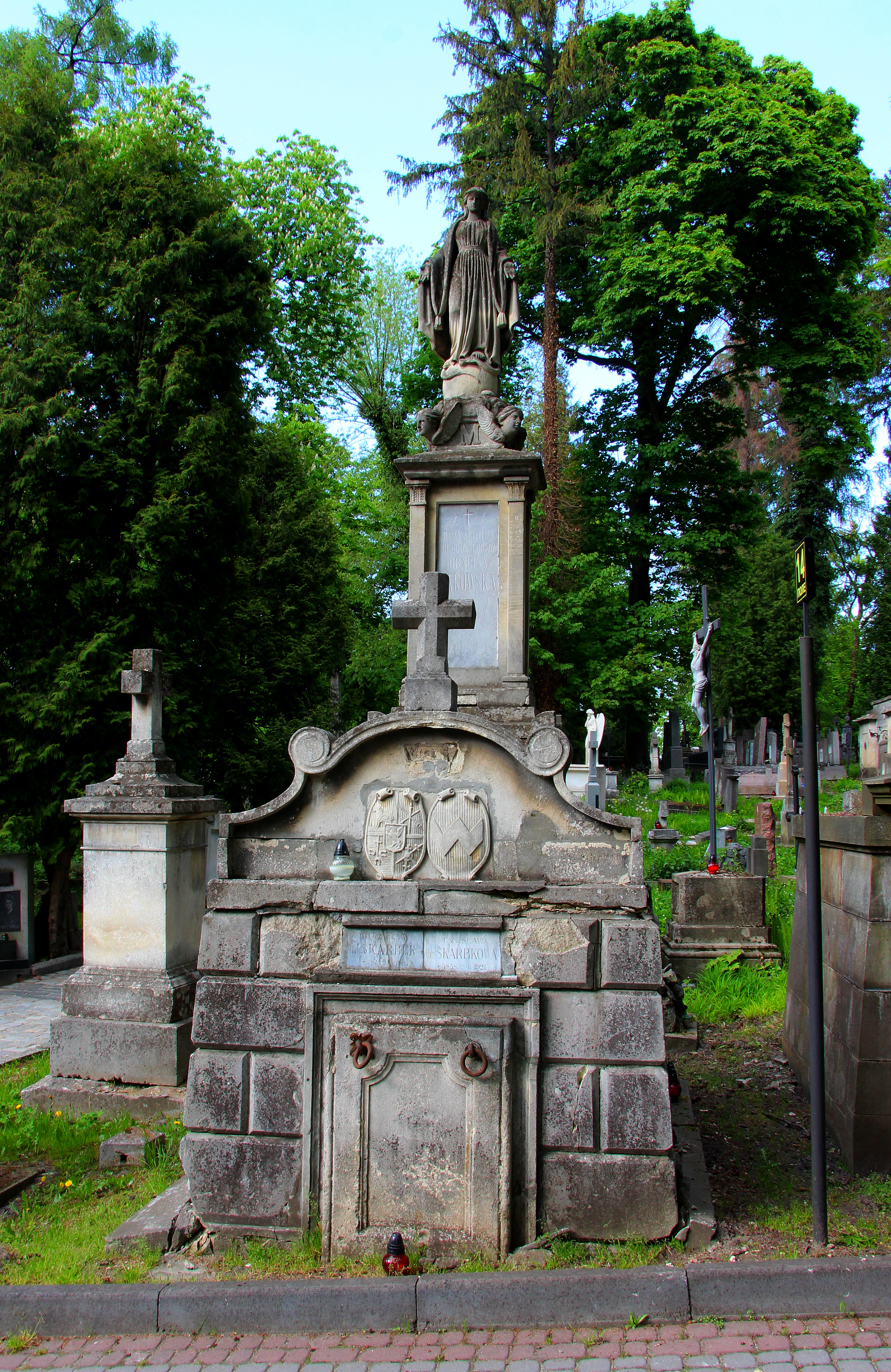

Станіслав Мартин Скарбек (пол. Stanisław Marcin Skarbek; 20 листопада 1780, Обертин — 27 жовтня 1848, Львів) — австрійський граф, землевласник і меценат. Заснував у Львові театр свого імені, нині це Національний академічний український драматичний театр імені Марії Заньковецької. Представник польського роду Скарбеків гербу Абданк.

## Біографія
Син чортовецького старости графа Яна Скарбека та його дружини Терези Бєльської, внук графа Рафала Людвіка Скарбека. Походив з гілки роду Скарбеків, що осіли в Руському воєводстві. Рано осиротів, виховували його в домі тітки — Юліани зі Скарбеків, дружини Францішека Жевуського.
Навчався в колегіумі піярів Золочева, потім — у гімназії у Львові (1792—1800). У 1801 році почав управляти маєтностями «Рожнятівського ключа», який йому в заповіті 1793 року записав дід. 1802 року отримав від тітки Берездівці. 27 травня 1805 року підписав з родичами угоду, за якою брат Іґнацій ставав дідичем Бурштина взамін за будівництво шпиталю для вбогих.
Мав консервативні погляди, сторонився політики. Недовго (з 31 травня 1809) мав посаду інтенданта соляних копалень, громадського майна Самбірського та Стрийського повітів.

## Скарбківський театр

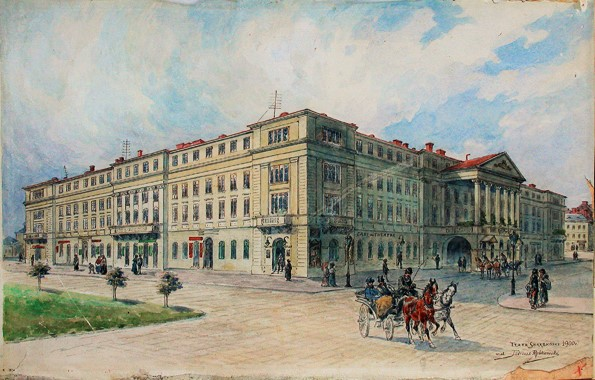
Скарбківський театр, 1900

У 1833 році граф Австро-Угорщини Станіслав Скарбек розпочав будівництво нового театру для Львова власним коштом. У театральній будівлі планувалося розташувати готель на 300 номерів, крамниці, кав'ярні, помешкання для акторів. Під час будівництва у вологий ґрунт було вбито 16 000 дубових паль. Тепер саме завдяки їм будівля театру є найдорожчим будинком у Львові. 28 березня 1842 року комедією польського драматурга Олександра Фредра — другого чоловіка дружини Станіслава Скарбка Зофії з Яблоновських гербу Гжимала — було урочисто відкрито Новий міський театр.
Нині — Національний академічний український драматичний театр імені Марії Заньковецької.

## Доброчинний інститут для сиріт та убогих

Наполеон Орда. Палац у Закладі

Засновником поселення Заклад вважають графа Станіслава Скарбека. У затишному місці поміж Дроговижем і Демнею (нині село Закла́д)він збудував палац за проектом його австрійської резиденції у містечку Нусдорф (нім. Nußdorf). Палац у Закладі має вигляд букви «П», його середня частина триповерхова, а бокові мають 4 поверхи. Поблизу них — стилізовані 5 поверхові вежі.
У 1840 році Станіслав Скарбек заснував «Доброчинний інститут для сиріт та убогих». Його діяльність узаконена 1 серпня 1843 року. Ця будівля неймовірної краси й витонченості мала стати помешканням для усіх бездомних дітей. Мешкали тут діти багатьох національностей, але навчання велося польською у суворому католицькому дусі. Окрім загальної освіти діти здобували і фахові знання: дівчата вивчали городництво, куховарство і шиття, а хлопці — різні види ремесел й виготовлення горілки. Загалом у Закладі проживало до 400 дітей-сиріт: 250 хлопців та 150 дівчат. Окрім дітей у палаці Скарбка мешкали близько 60 стареньких. Аби влаштувати у палаці для них притулок, Скарбек продав власний будинок театру у Львові, звіринець, три містечка й 28 сіл. Натомість граф одержав палац-інститут у Закладі у вічне володіння.
Станіслав Скарбек так і не дочекався остаточного завершення будівництва свого палацу й помер у Львові 28 жовтня 1848 року. Поховали його у родинному гробівці на 14 полі Личаківського цвинтаря. 1888, коли будівництво в Закладі нарешті остаточно завершили, тіло Станіслава Скарбека перепоховали до крипти у так званому Закладському лісі неподалік від палацу.

## Сім'я

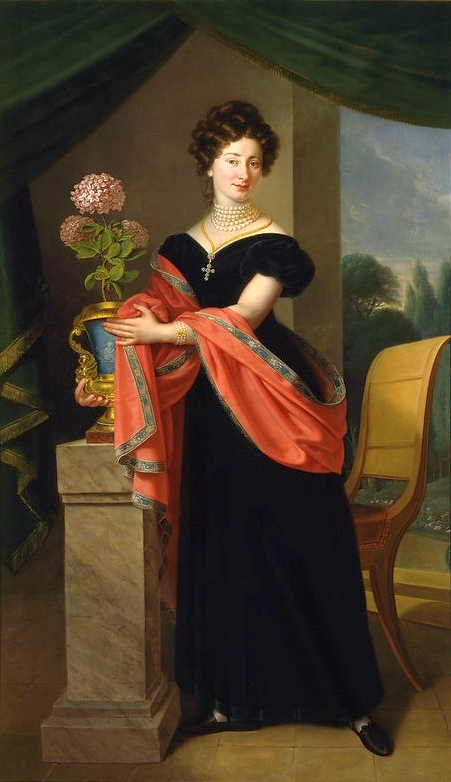
Дружина — Зофія Яблоновська гербу Гримала

Дружина — Софія Яблоновська гербу Гримала, донька Юзефа Яблоновського, онука Роха Яблоновського. Шлюб близько 1814 року, розлучилися після 2-х судових засідань (3 березня та 7 травня 1828 року). Дружина 1828 року вийшла заміж за письменника Александра Фредро, у майбутньому, діда митрополита Андрея Шептицького.

## Нагороди
- Командорський хрест Королівського угорського ордена Святого Стефана (1844, № 759)[3]